# Jan Ludvík Lukes
Jan Ludvík Lukes (22. listopadu 1824 Ústí nad Orlicí – 24. února 1906 Praha) byl český operní pěvec (tenor) a hudební pedagog. Někdy je uváděn jako Jan Ludevít Lukes Do matriky byl zapsán jako Jan Evangelista Lukesle.

## Život
Jan Ludvík Lukes pocházel z chudé, početné rodiny; jeho rodiče si nemohli dovolit zaplatit mu vzdělání. Již od dětství prokazoval hudební nadání, od šesti let se učil zpívat. V devíti letech byl přijat jako zpěvák do augustiniánského kláštera v Brně. Brzy se tam stal předním sopranistou. Při studiu na německé klášterní škole měl ale problémy, proto, bez vědomí rodičů, odjel s prázdnou kapsou do Olomouce, Kroměříže a nakonec do Vídně, kde se začal učil soustružníkem. Jakmile se o tom dozvěděl otec, povolal ho zpátky domů, kde se tři roky učil tkalcem.
Po určité době začal znovu toužit po vyšším vzdělání. Vrátil se proto do Brna, kde s podporou augustiniánů absolvoval gymnázium. Živil se přitom hudbou – hrál na fagot a kontrafagot, pozoun, violoncello a klavír. Spřátelil se také s Hynkem Vojáčkem, pozdějším kapelníkem petrohradské opery. Při jedné z návštěv v jeho rodném městě Vsetíně podnikl výlet na Slovensko (Trenčínsko), kde na jeho hudební sluch silně zapůsobilo místní nářečí.
Z Brna odjel roku 1848 za dalším vzděláním do Vídně. Přihlásil se na právnickou fakultu, kterou úspěšně ukončil v roce 1853. Mezitím se zdokonaloval ve zpěvu (jeho učiteli byli Heinrich Proch, tenorista Bassadora a Gustav Barth). Učil se i dramaturgii, estetiku a italštinu. Na studium si vydělával doučováním.
V roce 1853 soukromě nastudoval operu Alessandro Stradella (složil Friedrich von Flotow) s cílem získat místo v olomouckém divadle. Měl úspěch, divadlo mu nabídlo angažmá a v následujících šesti měsících nastudoval role ve 24 operách. Ve volném čase vyučoval hudbu na městské škole. Na konci prosince téhož roku ho František Škroup přijal do německé opery v Praze (dnes Stavovské divadlo). Hrál v českých i německých představeních. Jednou z jeho známých rolí byl Škroupův Dráteník, kterého s velkým úspěchem zazpíval autentickým slovenským nářečím. Nastudoval padesát oper.
Po neshodách se Škroupem odešel po třech letech z divadla. Cestoval po Evropě (Německo, Anglie, Belgie, Francie, Švýcarsko, Savojsko, Tyrolsko), studoval chemii a pivovarnictví. Roku 1860 se vrátil do Prahy, kde určitou dobu provozoval pivovar. V hudbě se zaměřil na lidové písně, vystupoval na koncertech a besedách. Roku 1861 se zasloužil o založení pěveckého sboru Hlahol.
V roce 1864 se vrátil k opeře. Zpíval v Bruselu, Pešti, Vratislavi a Drážďanech. 15. prosince 1865 zahrál v Praze roli v Donu Giovannim a následujícího roku získal angažmá v české opeře (tj. v Prozatímním divadle).
V divadle vystupoval do roku 1873. Potom přijal místo učitele zpěvu v operní škole Bedřicha Smetany a nakonec si otevřel vlastní ústav. K jeho žákům patřili např. Marie Laušmannová, Bohumil Benoni, František Broulík, Josefina Reinlová, Robert Polák a další .

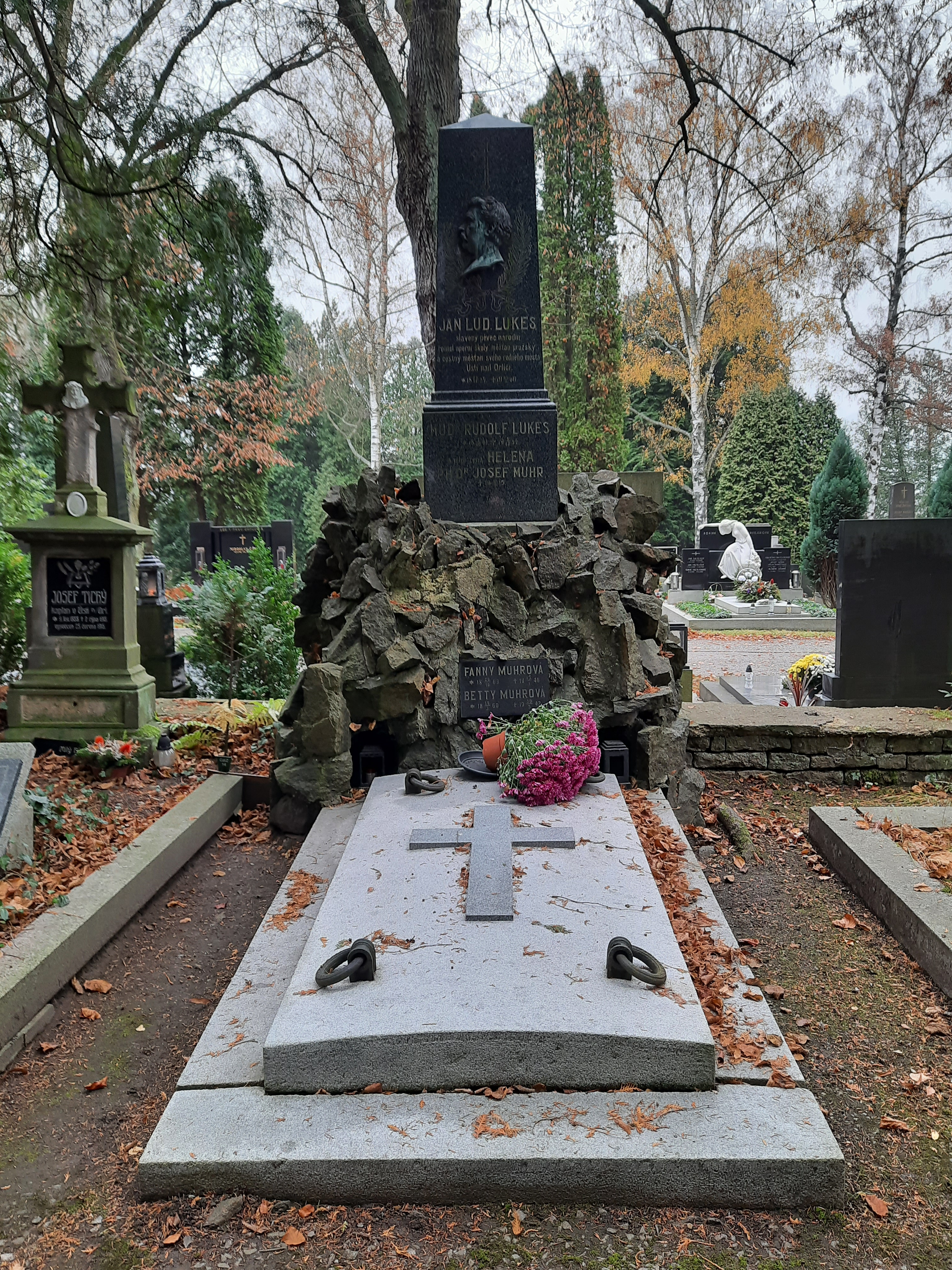
Hrobka rodiny Lukesovy na Městském hřbitově v Ústí nad Orlicí

Zemřel roku 1906 v Praze a pohřben byl v rodinné hrobce na Městském hřbitově v Ústí nad Orlicí.

## Význam a hodnocení
Lukes patřil ve své době k nejvýznamnějším českým zpěvákům. Současníci na něm oceňovali všestrannost - působivě zazpíval národní píseň, koncertní árii i operní roli. Jeho silnou stránkou byl dramatický zpěv; díky roli pěvce Fina v Glinkově opeře Ruslan a Ludmila je považován za pravzor slovanského dramatického zpěvu. Měl velký hudební talent, ale handicapem pro něj byly nedostatečně vyvinuté hlasivky. Josef Leopold Zvonař v Riegrově Slovníku naučném uvedl, že kdyby ho příroda obdařila tak dobrým hlasovým orgánem, jak velký má talent, byl by fenoménem. Recenzent bruselského časopisu Le Guide musical se v roce 1864 vyjádřil obdobně: Je mnoho tenorů s výraznějším hlasem, ale Lukes zazpíval poeticky, sympaticky a procítěně. Oceňovaná byla i jeho interpretace českých národních písní, kterou uznávali i Němci; jeden německý list ho r. 1857 v této souvislosti označil za mistrovského zpěváka (Meistersänger). Básník Vincenc Furch k jeho portrétu pro vídeňskou Slovanskou besedu připsal: „Kdo má písně jako my, kdo je zpívá jako ty?“ Muzeum v Ústí nad Orlicí má v držení pohár, který Lukes získal 16. května 1868 za titulní roli v premiéře Dalibora.
Stal se čestným členem řady pěveckých souborů. Některé z nich, např. smíchovský a orlickoústecký, přijaly do svého názvu jeho jméno. Roku 1949 byla na jeho rodném domě (dnešní Lukesova 313) umístěna pamětní deska.

## Příbuzenstvo
Jeho syn Rudolf Lukes (1861–1934) byl významný český lékař.. Od roku 1912 do konce života vedl plicní sanatorium Albertinum v Žamberku.